# Clavisybra strandiella
Clavisybra strandiella är en skalbaggsart som beskrevs av Stefan von Breuning 1943. Clavisybra strandiella ingår i släktet Clavisybra och familjen långhorningar. Inga underarter finns listade i Catalogue of Life.